# Ninurta-kudurri-usur II
Ninurta-kudurri-usur II  was 942-941 v.Chr. korte tijd koning van Babylonië.
Konigslijst A iii 18' vermeldt een regeringsduur van slechts 8 maanden 12 [dagen], maar zijn naam ontbreekt.
De synchronistische kroniek Assur14616c iii 10 vermeldt een deel van zijn naam [...]-PAP tegenover Tiglat-Pileser I als zijn Assyrische tijdgenoot.
De documenten KAV 182 iii 7' en KAC 10 ii 4' vermelden zijn naam als DUMU.UŠ-PAP.
Verder wordt hij tijdens zijn vaders bewind genoemd als een getuige in een juridisch document.
Hij volgde zijn vader op en werd zelf door zijn broer opgevolgd.